# Station Wieliczka Park
Station Wieliczka Park is een spoorwegstation in de Poolse plaats Wieliczka.
0: Kraków Bieżanów ·
1: Kraków Bieżanów Drożdżownia ·
3: Wieliczka Bogucice ·
4: Wieliczka Park ·
5: Wieliczka Rynek-Kopalnia ·
6: Wieliczka Rynek